# Gran Premi dels Estats Units del 2005
Resultats del Gran Premi dels Estats Units de Fórmula 1 de la temporada 2005, disputat al circuit de Indianàpolis el 19 de juny del 2005.

## Resultats de la cursa
| Pos | No | Pilot                | Equip               | Voltes | Temps/ Retir.  | Pos. de sort. | Punts |
| --- | -- | -------------------- | ------------------- | ------ | -------------- | ------------- | ----- |
| 1   | 1  | Michael Schumacher   | Ferrari             | 73     | 1h 29' 43. 181 | 5             | 10    |
| 2   | 2  | Rubens Barrichello   | Ferrari             | 73     | + 1.5 s        | 7             | 8     |
| 3   | 18 | Tiago Monteiro       | Jordan - Toyota     | 72     | + 1 Volta      | 17            | 6     |
| 4   | 19 | Narain Karthikeyan   | Jordan - Toyota     | 72     | + 1 Volta      | 19            | 5     |
| 5   | 21 | Christijan Albers    | Minardi - Cosworth  | 71     | + 2 Voltes     | 18            | 4     |
| 6   | 20 | Patrick Friesacher   | Minardi - Cosworth  | 71     | + 2 Voltes     | 20            | 3     |
| NVS | 16 | Jarno Trulli         | Toyota              | 0      | Retirat        | 1             |       |
| NVS | 9  | Kimi Räikkönen       | McLaren - Mercedes  | 0      | Retirat        | 2             |       |
| NVS | 3  | Jenson Button        | BAR - Honda         | 0      | Retirat        | 3             |       |
| NVS | 6  | Giancarlo Fisichella | Renault             | 0      | Retirat        | 4             |       |
| NVS | 5  | Fernando Alonso      | Renault             | 0      | Retirat        | 6             |       |
| NVS | 4  | Takuma Sato          | BAR - Honda         | 0      | Retirat        | 8             |       |
| NVS | 7  | Mark Webber          | Williams - BMW      | 0      | Retirat        | 9             |       |
| NVS | 12 | Felipe Massa         | Sauber - Petronas   | 0      | Retirat        | 10            |       |
| NVS | 10 | Juan Pablo Montoya   | McLaren - Mercedes  | 0      | Retirat        | 11            |       |
| NVS | 11 | Jacques Villeneuve   | Sauber - Petronas   | 0      | Retirat        | 12            |       |
| NVS | 17 | Ricardo Zonta        | Toyota              | 0      | Retirat        | 13            |       |
| NVS | 15 | Christian Klien      | Red Bull - Cosworth | 0      | Retirat        | 14            |       |
| NVS | 8  | Nick Heidfeld        | Williams - BMW      | 0      | Retirat        | 15            |       |
| NVS | 14 | David Coulthard      | Red Bull - Cosworth | 0      | Retirat        | 16            |       |

## Altres
- Pole: Jarno Trulli 1' 10. 625

- Volta ràpida: Michael Schumacher 1' 11. 497 (a la volta 48)

- Es van retirar per seguretat tots els monoplaces que corrien amb neumàtics Michelin.